# Буріас
Буріас - острів Філіппінського архіпелагу, один з трьох островів, що входять до складу провінції Масбате, Філіппіни. Острів відділяється від півострову Бікол протокою Буріас. Буріас розділений двома муніципалітетами: Клаверія і Паскуаль.
| Острів | Це незавершена стаття про острів, чи острови. Ви можете допомогти проєкту, виправивши або дописавши її. |

| Філіппіни | Це незавершена стаття з географії Філіппін. Ви можете допомогти проєкту, виправивши або дописавши її. |